# Steagul RSFS Rusă

proporţii streag: 1:2

Acest steag a fost adoptat de RSFS Rusă în 1954. Constituția stipula: 
„Steagul de stat al Republicii Sovietice Federale Ruse se prezintă ca o suprafață rectangulară roșie cu o fâșie albastră-deschis spre lance pe toată înălțimea steagului, fâșia fiind lată de o optime din lungimea totală a steagului.”
Între 1937 și 1954 steagul roșu avea scris cu caractere chirilice aurii „grotești”, în colțul din stânga sus, inițialele РСФСР (RSFSR).